# Tod und Testament Karls des Großen in der Vita Karoli Magni
Die Vita Karoli Magni, Beschreibung des Lebens Karls des Großen, enthält auch Dokumente zu Tod und Testament Karls des Großen.

## Überblick
Der letzte Teil der von Einhard stammenden Vita Karoli Magni hat das Sterben sowie das Testament Karls des Großen zum Inhalt. Vier Kapitel (Kap. 30 bis 33) beschäftigen sich explizit mit den verschiedenen Aspekten, die es im Zusammenhang mit dem Tod Karls zu betrachten gilt.

## Inhalt
Kapitel 30 hat die letzten Monate des Lebens und schließlich das Sterben Karls zum Thema. Karl ließ „gegen Ende seines Lebens, als ihn schon Krankheit und Alter bedrückten,“ seinen Sohn Ludwig den Frommen zu sich rufen und machte ihn im Jahr 813 zum Mitkaiser. Der Gesundheitszustand Karls verschlechterte sich weiter, er erholte sich von einer Fiebererkrankung zu Beginn des Jahres 814 nicht mehr und „starb, nachdem er die heilige Kommunion erhalten hatte, am achtundzwanzigsten Januar in der dritten Stunde, sieben Tage nach seiner Erkrankung.“
Das folgende Kapitel (Kap. 31) widmet sich dem Begräbnis Karls des Großen. Einhard legt Wert darauf zu erwähnen, dass alles nach den Regeln und Traditionen der Zeit verlaufen sei. Damit macht er Karl zum Vorbild für sein Volk. Weiter verweist er auf die Trauer des Volkes, was das Bild Karls als idealen Herrscher weiter stärkt und seine Popularität hervorhebt. Das Begräbnis fand noch am Tag des Todes in der von Karl erbauten Pfalzkapelle von Aachen statt, obwohl der Kaiser ursprünglich die Kirche des Klosters von Saint-Denis, in der seine Vorfahren begraben waren, als letzte Ruhestätte vorgesehen hatte.
Kapitel 32 beinhaltet die Vorzeichen zum Tod Karls des Großen. „Zahlreiche Vorzeichen hatten seinen herannahenden Tod angezeigt, so dass er selbst und andere Leute es empfunden hatten. In den letzten drei Jahren seines Lebens gab es sehr viele Sonnen- und Mondfinsternisse; sieben Tage lang sah man einen schwarzen Flecken auf der Sonne; der Säulengang zwischen der Kirche und dem Palast, den er mit großer Mühe hatte errichten lassen, stürzte am Himmelfahrtstage plötzlich völlig ein.“
Kapitel 33 enthält das Testament Karls. Es beschreibt die Verteilung seiner Besitztümer. Zu den Begünstigten gehörten die 21 Diözesen des Reiches, seine Nachfahren, die Armen (Almosen) sowie die Dienerschaft seines Palastes. Die Zeugen bei der Aufsetzung des Testaments, deren Aufzählung den Abschluss des Testaments bildet, sind größtenteils hochrangige Mitglieder des Klerus.

## Interpretation
Die beschriebenen Vorzeichen vor dem Tode Karls des Großen sind sehr auffällig. Nicht der Inhalt sticht heraus, sondern die Form. Das Kapitel über die Vorzeichen des Todes ist innerhalb der Vita nach den Schilderungen des Todes und der Beerdigung platziert, obwohl diese Reihenfolge vom chronologischen Ablauf der Ereignisse nicht stimmig ist. Die Platzierung erweckt den Eindruck des nachträglichen Hinzufügens der Vorzeichen, dadurch entsteht wiederum ein sehr konstruierter Eindruck. Einhard erstellte also eine dem Idealbild entsprechende Abfolge der Ereignisse, wohl mit der Absicht, den Kaiser als idealisiertes Vorbild für seine Untertanen darzustellen.
Die Vita Karoli Magni ist der einzige Ort, an dem das Testament Karls des Großen überliefert ist. Bedingt durch die Stellung Einhards an Karls Hof geht die Geschichtsforschung davon aus, dass Einhard an der Abfassung des Testaments beteiligt war. Inhaltlich entspricht das Testament allerdings nicht dem, was von einem Herrschertestament erwartet werden dürfte. Die politischen Regelungen im Sinne einer Herrschaftsnachfolge fehlen komplett, was das Testament eher wie jenes eines Privatmannes wirken lässt.

## Kontext
Der Entstehungszeitraum der Vita wird heute zwischen 830 und 836 n. Chr. datiert. Dies bedeutet, dass die Vita nicht unmittelbar nach Karls Tod, sondern mit einer Verzögerung von gut 20 Jahren verfasst worden ist.
Form und Aufbau der Vita haben deutlich erkennbare Gemeinsamkeiten mit den Biographien des römischen Kaiserbiographen Sueton. Dazu kommt, dass die Vita nicht in der Muttersprache Einhards, sondern in Latein verfasst wurde. Man geht davon aus, dass Einhard Suetons Werk während seiner Ausbildung kennengelernt hat. Durch dessen Nachahmung hat Einhard Aspekte festgehalten, welche für das Mittelalter eher ungewöhnlich waren und eine ganz spezielle Einsicht in das Leben Karls ermöglichen.

## Belege
1. ↑  Einhard: Vita Karoli Magni. Das Leben Karls des Großen. Lateinisch/Deutsch, hrsg. von Evelyn Scherabon Firchow, Stuttgart 2010 (Reclam 1996), S. 55.
2. ↑  Einhard: Vita Karoli Magni. Das Leben Karls des Großen Lateinisch/Deutsch, hrsg. von Evelyn Scherabon Firchow, Stuttgart 2010 (Reclam 1996), S. 58–59.
3. ↑  Einhard: Vita Karoli Magni. Das Leben Karls des Großen. Lateinisch/Deutsch, hrsg. von Evelyn Scherabon Firchow, Stuttgart 2010 (Reclam 1996), S. 59–61.
4. ↑  Einhard: Vita Karoli Magni. Das Leben Karls des Großen Lateinisch/Deutsch, hrsg. von Evelyn Scherabon Firchow, Stuttgart 2010 (Reclam 1996), S. 59.
5. ↑  Einhard: Vita Karoli Magni. Das Leben Karls des Großen. Lateinisch/Deutsch, hrsg. von Evelyn Scherabon Firchow, Stuttgart 2010 (Reclam 1996), S. 61–69.
6. ↑  Max Kerner: Karl der Große. Entschleierung eines Mythos. Köln, Weimar, Böhlau 2000, ISBN 3-412-10699-2, S. 76–77.
7. ↑  Sören Kaschke: Tradition und Adaption. Die „Divisio regnorum“ und die fränkische Herrschaftsnachfolge in: Brigitte Kasten (Hrsg.): Herrscher- und Fürstentestamente im westeuropäischen Mittelalter Böhlau, Köln, Weimar u. a. 2008, S. 259–289 (Norm und Struktur. Studien zum sozialen Wandel in Mittelalter und früher Neuzeit 29), S. 263–268.
8. ↑  Evelyn Scherabon Firchow: Nachwort in: Dies. (Hrsg.): Vita Karoli Magni. Das Leben Karls des Großen. Lateinisch/Deutsch, Stuttgart 2010, S. 87–94 (Reclam 1996), S. 90.
9. ↑  Arno Borst: Zusammenfassung in: Arno Borst, Gerhart v. Graevenitz, Alexander Patschovsky u. a. (Hrsg.): Tod im Mittelalter. Konstanz 1993, S. 391–404 (Konstanzer Bibliothek 20), S. 393.
10. ↑  Evelyn Scherabon Firchow: Nachwort in: Dies. (Hrsg.): Vita Karoli Magni. Das Leben Karls des Großen Lateinisch/Deutsch, Stuttgart 2010, S. 87–94 (Reclam 1996), S. 89–90.